# Algorisme de navegació

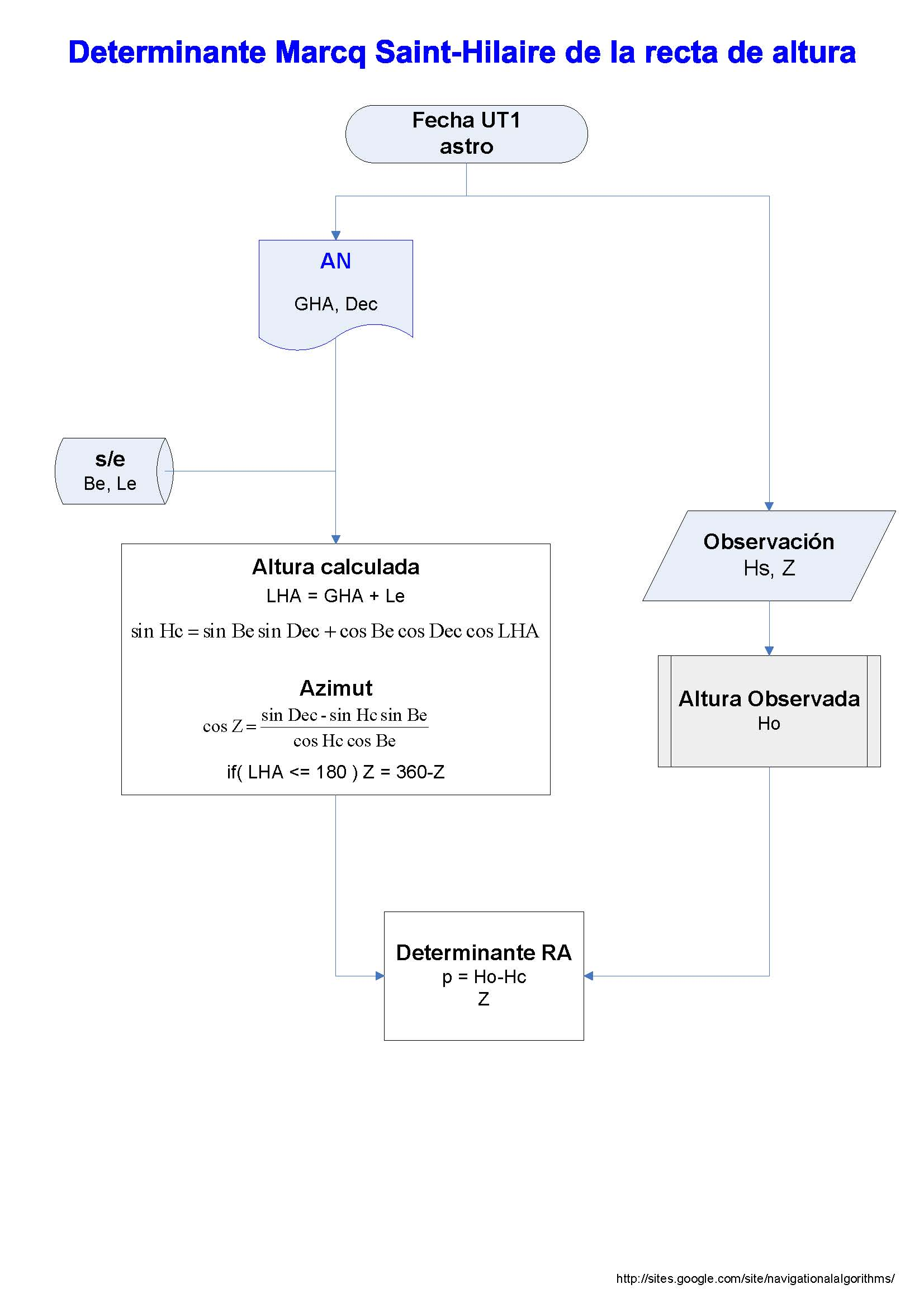
Obtenció de la recta d'altura Marcq St Hilaire.

Els Algorismes de navegació són la quinta essència del programari executable en calculadores portàtils o en Smartphone com ajuda a l'art de la navegació, aquest article intenta descriure tant els algorismes com els programaris per a "PC-Smartphone" que implementen els diferents procediments de càlcul per a la navegació.
La potència de càlcul obtinguda pels llenguatges: basic, "C", java, etc.., de les calculadores portàtils o de les Smartphone, ha fet que es poguessin desenvolupar programes que permeten calcular la posició sense necessitat de taules, de fet tenen unes taules bàsiques amb els factors de correcció per a cada any i calculen els valors "al vol" en temps d'execució.

## Comparació entre els mètodes de càlcul manuals i l'ús de calculadores o similars

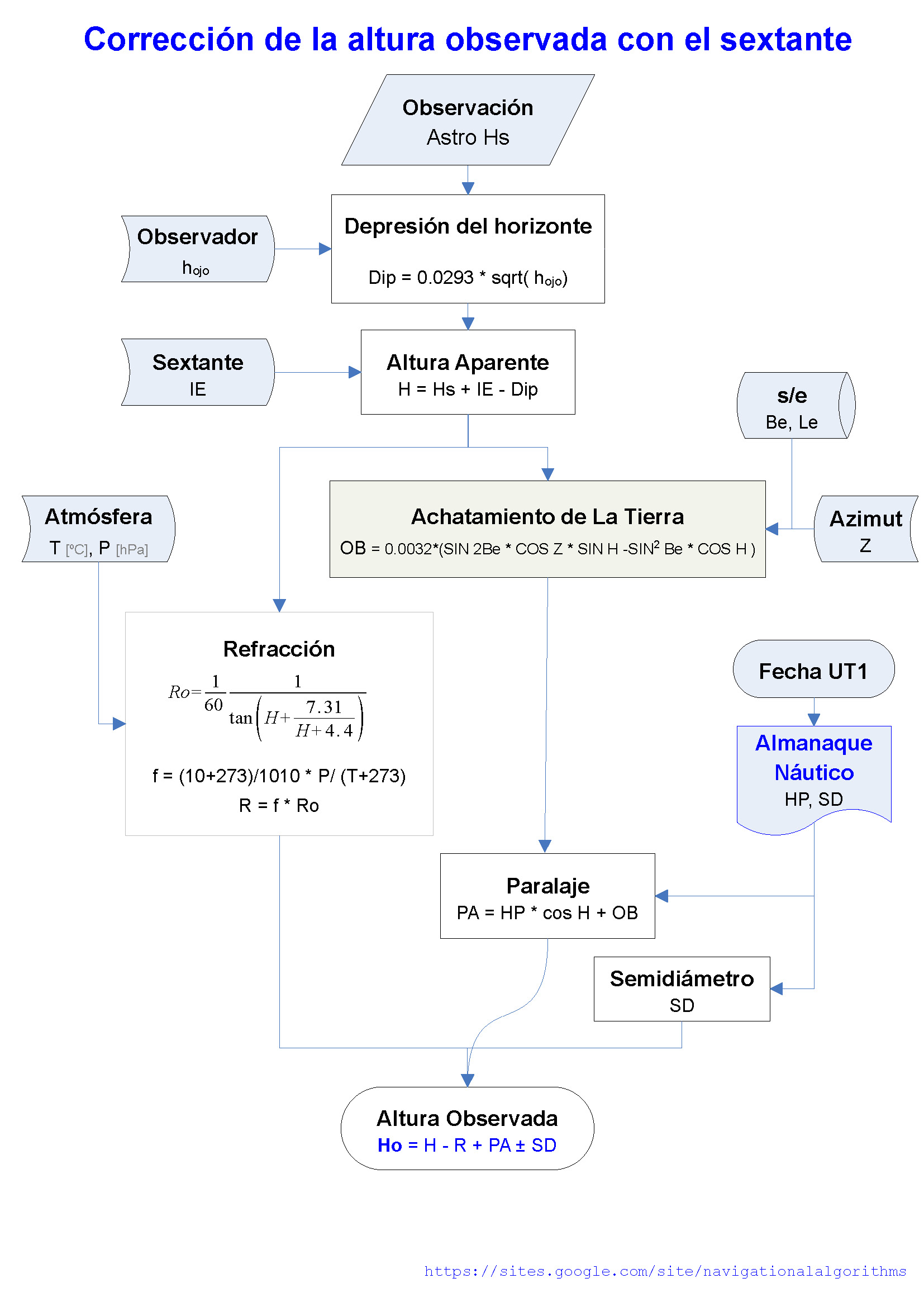
Correcciones Hs.

- Els mètodes tradicionals necessiten taules nàutiques (que cal posar al dia) voluminoses i cars, llapis i paper i temps de càlcul. I segueixen algorismes de treball.
- Les calculadores (i similars) no necessiten llibres (tenen les taules i efemèrides integrades) i, amb uns algorismes propis, permeten el càlcul ràpid i sense errors dels problemes de navegació.

## Tipus d'algorismes
- Navegació general: Distància, demora, angle horitzontal, IALA, Rumbs, navegació loxodròmica, navegació ortodròmica, parts de meridià, meteorologia nàutica, marees...
- Navegació Astronòmica: Reducció d'observacions, cercles i rectes d'altura, posició observada, RA, GHA, Dec..
- Programari shareware PC-Smartphone: Almanac nàutic, navegació, declinació magnètica, correcció de l'altura, ...

## Programes per a la navegació general
Programes sobre la carta nàutica, rumbs, navegació costanera i balises, publicacions nàutiques.
La secció de navegació astronòmica inclou la resolució del triangle de posició, la utilitat d'una recta d'altura, el reconeixement d'astres i el determinant de la recta d'altura
A més d'altres temes d'interès en nàutica: marees, cinemàtica naval, meteorologia i huracans, i oceanografia.
Tota mesura del rumb efectuada amb un compàs magnètic o brúixola ha de ser corregida a causa de la declinació magnètica o variació local.

## Coordenades astronòmiques

### Subrutina de conversió de coordenades
```
sub Rectang2Polar(a() as double, b() as double) static
'----- Subprograma per a convertir un vector d'estat coord.cartesianes
'----- en vector d'estat en coord.polars.
'----- D'entrada: vector d'estat en coord.cartesianes
'----- De sortida: vector d'estat en coord.polars.
'----- NOTA: El vector de velocitat polar és el de la velocitat total,
'----- corregit per l'efecte de la latitud.
'-------------------------------------------------------------------------
dim x as double
dim y as double
dim z as double
dim x_dot as double
dim y_dot as double
dim z_dot as double
dim rho as double
dim r as double
dim lambda as double
dim beta as double
dim lambda_dot as double
dim beta_dot as double
dim r_dot as double
x = a(1)
y = a(2)
z = a(3)
x_dot = a(4)
y_dot = a(5)
z_dot = a(6)
rho = sqr(x * x + y * y)
r = sqr(rho * rho + z * z)
lambda = atan2(y, x)
beta = atan2(z, rho)
if (z < 0#) then beta = beta - TWOPI
if rho = 0# then
lambda_dot = 0#
beta_dot = 0#
else
lambda_dot = (x * y_dot - y * x_dot) / (rho * rho)
beta_dot = (z_dot * rho * rho - z * (x * x_dot + _
y * y_dot)) / (r * r * rho)
end if
r_dot = (x * x_dot + y * y_dot + z * z_dot) / r
'----- Components del vector de posició
b(1) = lambda
if b(1) >= TWOPI then b(1) = b(1) - TWOPI
b(2) = beta
b(3) = r
'----- Components del vector velocitat total
b(4) = r * lambda_dot * cos(beta)
b(5) = r * beta_dot
b(6) = r_dot
end sub
```

## Programes per a la navegació astronòmica
Els algorismes sobre navegació avançada inclouen pilotatge i navegació astronòmica: Loxodròmia i ortodròmica. Correcció de l'altura del sextant. Posició astronòmica amb calculadora, Plantilla i Carta mercatoria en blanc. Posició per 2 Rectes d'Altura. Posició a partir de n Rectes d'Altura. Equació vectorial del Cercle d'Altura. Posició per solució vectorial a partir de dues observacions. Posició per Cercles d'Altura: solució matricial. I articles relacionats amb procediments antics com l'obtenció de la latitud per l'estrella polar, la meridiana, el mètode de les  distàncies lunars, etc.

### Programes per a l'"Almanac Nàutic"

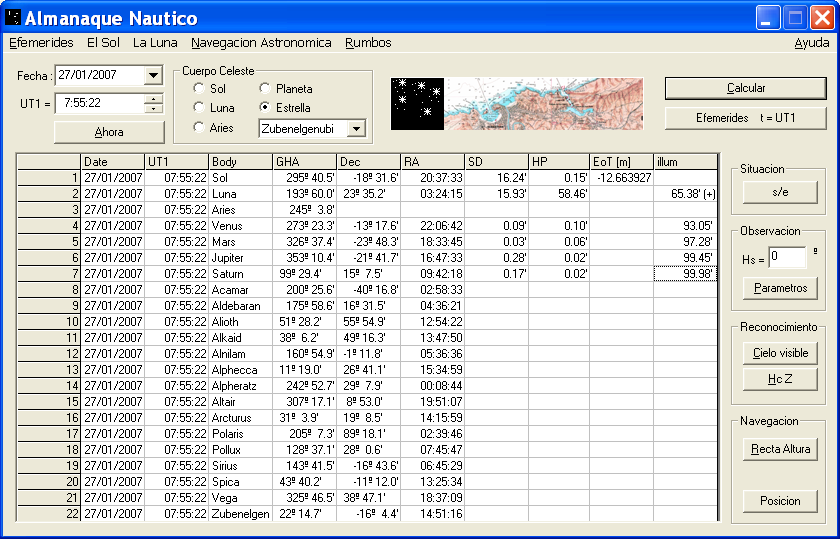
Exemple Programa Almanac Nàutic

Calculen les efemèrides dels astres usats en navegació que solien venir en l'almanac
- GHA - Angle Horari respecte a Greenwich
- Dec - Declinació
- SD - Semidiàmetre
- HP - Paral·laxi Horitzontal

### Programes de Càlcul Astronòmic
Resolen el problema de calcular la posició a partir d'observacions d'astres efectuades amb el sextant en Navegació Astronòmica.
Implementació d'algorismes:
- Per a n < 2 observacions
  - An analytical solution of the two star sight problem of celestial navegació, James A. Van Allen.[1]
  - Vector Solution for the Intersection of two Circles of Equal Altitude. Andrés Ruiz.[2]
- Per n >= 2 observacions
  - DeWit/USNO Nautical Almanac/Compac Data, Least squares algorithm for n LOPS
  - Kaplan algorithm, USNO.[3]
- Per a n >= 8 observacions, dona a més la solució pel rumb i la velocitat de fons.